# Tormenta tropical Fay (2020)
La tormenta tropical Fay fue un ciclón tropical que fue el primero en tocar tierra en el estado estadounidense de Nueva Jersey desde el huracán Irene en 2011. La sexta tormenta nombrada de la muy activa temporada de huracanes del Atlántico de 2020, fue la sexta tormenta nombrada más temprana registrada en el cuenca, superando el récord anterior de la tormenta tropical Franklin en 2005, que se formó el 21 de julio. Fay se originó a partir de una baja superficie que se formó sobre el Norte del Golfo de México el 3 de julio y se desvió lentamente hacia el este, antes de cruzar el Panhandle de Florida y cruzar el sureste de Estados Unidos como una superficie baja bien definida, antes de emerger frente a la costa de Carolina del Norte el 8 de julio. A partir de ahí, la tormenta encontró condiciones favorables y se convirtió en una tormenta tropical el 9 de julio. La tormenta se intensificó alcanzando su intensidad máxima el 10 de julio, con vientos sostenidos máximos de 1 minuto de 95 km/h (60 mph) y una presión central mínima de 998 mbar. Mientas se movía hacia el norte, Fay tocó tierra en Nueva Jersey más tarde ese día. Después de tocar tierra, la tormenta perdió rápidamente la mayor parte de su organización y degeneró rápidamente en un ciclón postropical sobre Nueva York el 11 de julio.
La perturbación precursora de Fay fue responsable de lluvias intensas e inundaciones repentinas en el sureste de los Estados Unidos, especialmente en Georgia y Carolina del Sur. Después de su llegada a tierra, la tormenta tropical Fay trajo fuertes vientos y tormentas a gran parte de los estados del Atlántico medio y el noreste de los Estados Unidos, y las lluvias más intensas se produjeron al oeste de Long Island. Seis personas murieron por las corrientes de resaca y las inundaciones relacionadas con la tormenta. Muchas carreteras interestatales y otras carreteras principales en todo el metro de Filadelfia y Nueva York se inundaron y quedaron intransitables, lo que provocó cierres de carreteras generalizados y molestias a los viajeros. Los árboles y cables caídos por el viento provocaron miles de cortes de energía en Pensilvania y Nueva Jersey. Las pérdidas económicas totales de Fay en los Estados Unidos superaron los $220 millones de dólares.

## Historia meteorológica

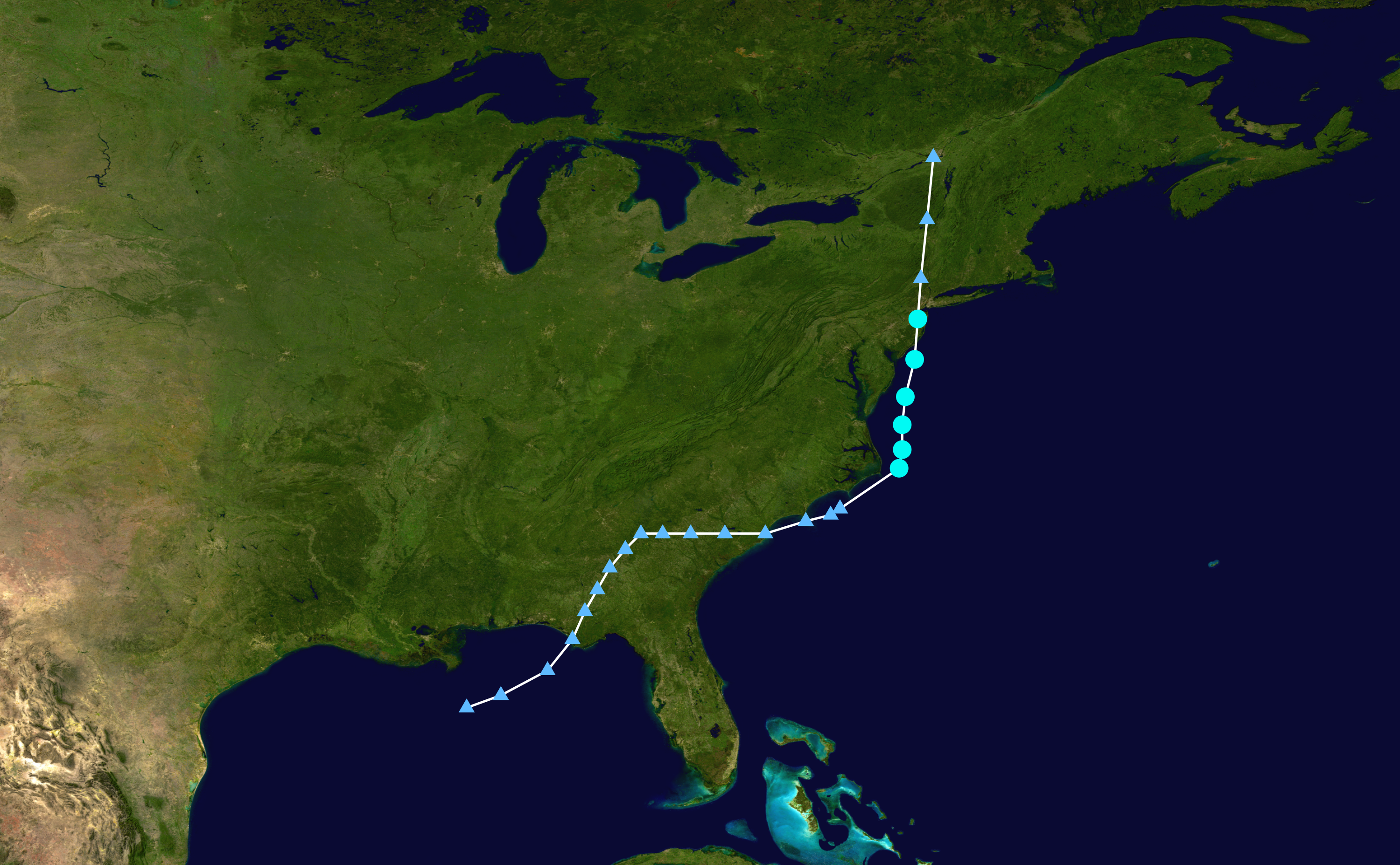
Mapa que traza la trayectoria y la intensidad de la tormenta, de acuerdo con la escala de huracanes de Saffir-Simpson

Los orígenes de Fay eran de un vórtice mesociclónico a lo largo de un canal que se extendía desde el Golfo de México hasta el Océano Atlántico occidental. A fines del 4 de julio, el Centro Nacional de Huracanes (NHC) mencionó por primera vez la posibilidad de una eventual formación de ciclones tropicales desde el canal en el norte del Golfo de México, que en ese momento consistía en convección desorganizada o tormentas eléctricas. Un día después, se formó un área de baja presión cerca de la costa norte del golfo, que pronto se trasladó a la costa de Florida alrededor de las 06:00 UTC del 6 de julio. La baja se trasladó a Georgia más trade ese día y a Carolina del Sur dos días después, acompañada de una gran área de tormentas eléctricas en el sureste de Estados Unidos. En ese momento, el Centro Nacional de Huracanes (NHC) evaluó una probabilidad del 50% de que el sistema meteorológico se convirtiera en un ciclón tropical o subtropical, que la agencia pronto aumentó al 70%. La convección asociada a la baja se movió sobre el Océano Atlántico occidental como una gran área de tormentas eléctricas desorganizadas. El 9 de julio, las tormentas eléctricas aumentaron y se organizaron cerca de los Outer Banks de Carolina del Norte.
A finales del 9 de julio, los cazadores de huracanes volaron al sistema meteorológico y detectaron un centro de circulación de bajo nivdl cerca del borde de sus tormentas eléctricas, lo que indicaba una reforma del centro de circulación de bajo nivel original con el desarrollo de una fuerte convección al este del Cabo Hatteras. Según la organización del sistema y las observaciones de vientos sostenidos de 45 mph (75 km/h), el Centro Nacional de Huracanes (NHC) inició advertencias en la tormenta tropical Fay a las 18:00 UTC del 9 de julio. La tormenta se ubicó sobre las cálidas aguas de la  Corriente del Golfo y en un área de cizalladura del viento ligera a moderada. Estos factores ambientales favorecieron cierta intensificación. El centro de circulación alargado fue dirigido hacia el norte por una cresta sobre el Océano Atlántico occidental y un canal que se acercaba. Fay se fortaleció ligeramente el 10 de julio, a pesar de la cizalladura del viento del suroeste que expuso la circulación desde el área principal de las tormentas eléctricas, haciendo que arrastrara aire seco. Ese día, a las 12:00 UTC, Fay había alcanzado su intensidad máxima de vientos de 95 km/h (60 mph) y una presión de 998 mbar. En ese momento, Fay tenía un pequeño centro de circulación justo al este de la península de Delmarva, que giraba alrededor de una circulación más grande con apariencia subtropical en imágenes satelitales visibles. Alrededor de las 20:00 UTC del 10 de julio, Fay tocó tierra justo al noreste de Atlantic City, Nueva Jersey, con vientos máximos sostenidos de 85 km/h (50 mph) y una presión de 999 mbar. En ese momento, el sistema era menos tropical, con pequeñas tormentas eléctricas cerca del centro y la convección más profunda desplazada bien hacia el este y sureste del centro. Fay continuó debilitándose mientras se movía hacia el norte a través de Nueva Jersey y Nueva York. A las 06:00 UTC del 11 de julio hizo la transición a un ciclón postropical cuando el centro quedó desprovisto de convección profunda sobre el sur de Nueva York. Después, los restos de Fay fueron arrastrados a la circulación de una tormenta extratropical que se aproximaba, antes de ser absorbidos por completo en el sistema que se aproximaba sobre Quebec el 12 de julio.

## Preparaciones

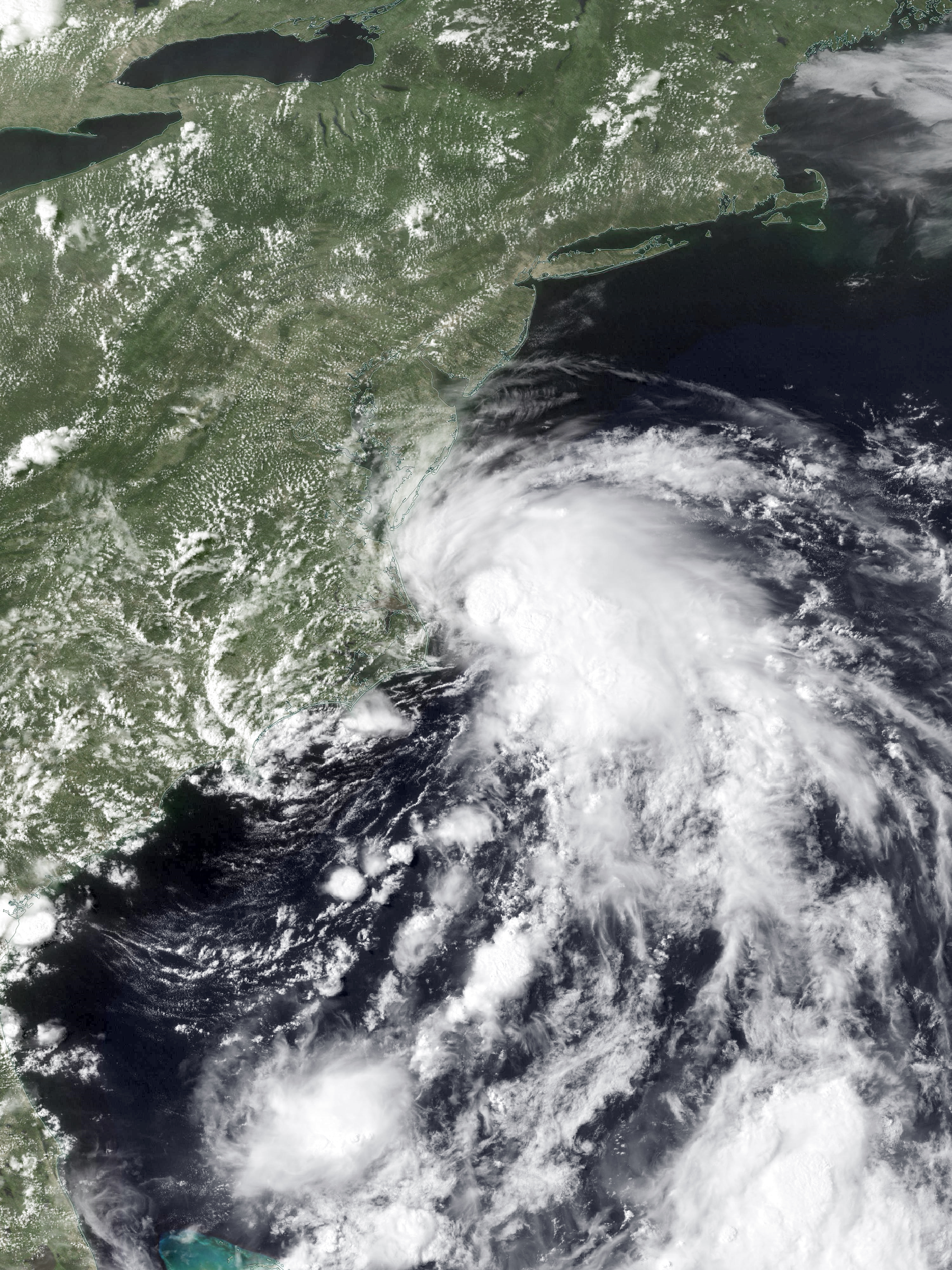
Fay poco después de ser nombrado el 9 de julio.

Al emitir su primer aviso sobre Fay, el Centro Nacional de Huracanes (NHC) emitió una advertencia de tormenta tropical desde Cape May, Nueva Jersey a Watch Hill, Rhode Island, incluidas Long Island y Block Island. El 10 de julio, el Centro Nacional de Huracanes (NHC) extendió la advertencia hacia el sur a la Isla Fenwick, Delaware, incluida la Bahía de Delaware. El Servicio Meteorológico Nacional emitió una alerta de inundación repentina para gran parte de la costa este de Maryland, toda Nueva Jersey y la ciudad de Nueva York. La totalidad de Long Island también se colocó bajo una advertencia de inundación repentina.
Los salvavidas restringieron la natación en tres playas de Delaware debido a la amenaza de las corrientes de resaca. Se recomendó a los habitantes de Jersey Shore que evitaran la costa debido a la amenaza de olas altas, mientras que los líderes comunitarios comenzaron a tomar precauciones para disminuir las amenazas de inundaciones, como bajar los niveles de agua en los lagos cercanos. El gobernador de Nueva York, Andrew Cuomo, emitió una declaración el 9 de julio, instando a los residentes del estado de Nueva York a mantenerse alerta y cautelosos, debido a las inminentes condiciones climáticas severas, destacando una posibilidad significativa de inundaciones repentinas. La Administración de Emergencias de la Ciudad de Nueva York asesoró a los residentes de la ciudad tomar precauciones de emergencia y prepararse para cortes de energía y fuertes ráfagas de viento.

## Impacto

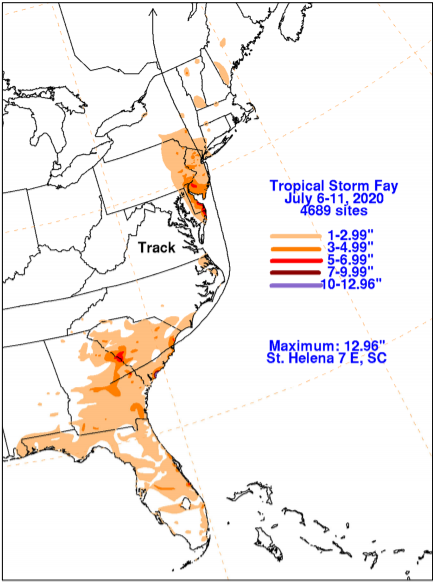
Totales de lluvias acumulados en Estados Unidos por el paso de la tormenta tropical Fay.

### Estados Unidos
Mientras Fay estaba cerca de la intensidad máxima, sus bandas de lluvia producían vientos huracanados de alrededor de 40 mph (64 km/h), con ráfagas de hasta 50 mph (80 km/h), en Lewes, Delaware. La lluvia provocada por la tormenta trajo inundaciones al condado de Sussex, Delaware, con la ruta 1 de Delaware cubierta de agua al sur del puente del río Indian River. La intersección de la Ruta 1 de Delaware y la Ruta 54 de Delaware en la Isla Fenwick se inundó, donde un vehículo derribó un poste de señales peatonales en la intersección. Hubo erosión menor en la playa a lo largo de las playas de Delaware. La tormenta causó inundaciones en varias ciudades de la costa de Jersey, incluidas Wildwood, North Wildwood, Sea Isle City y Ocean City, con calles cubiertas de agua y algunos cierres de carreteras. La tormenta mató a 3 personas en Nueva Jersey y a 3 en Nueva York y causó daños por al menos $220 millones USD.

## Récords
Fay fue el sexto ciclón tropical más antiguo registrado; el récord anterior fue mantenido por la tormenta tropical Franklin en 2005.